# Maan (zangeres)

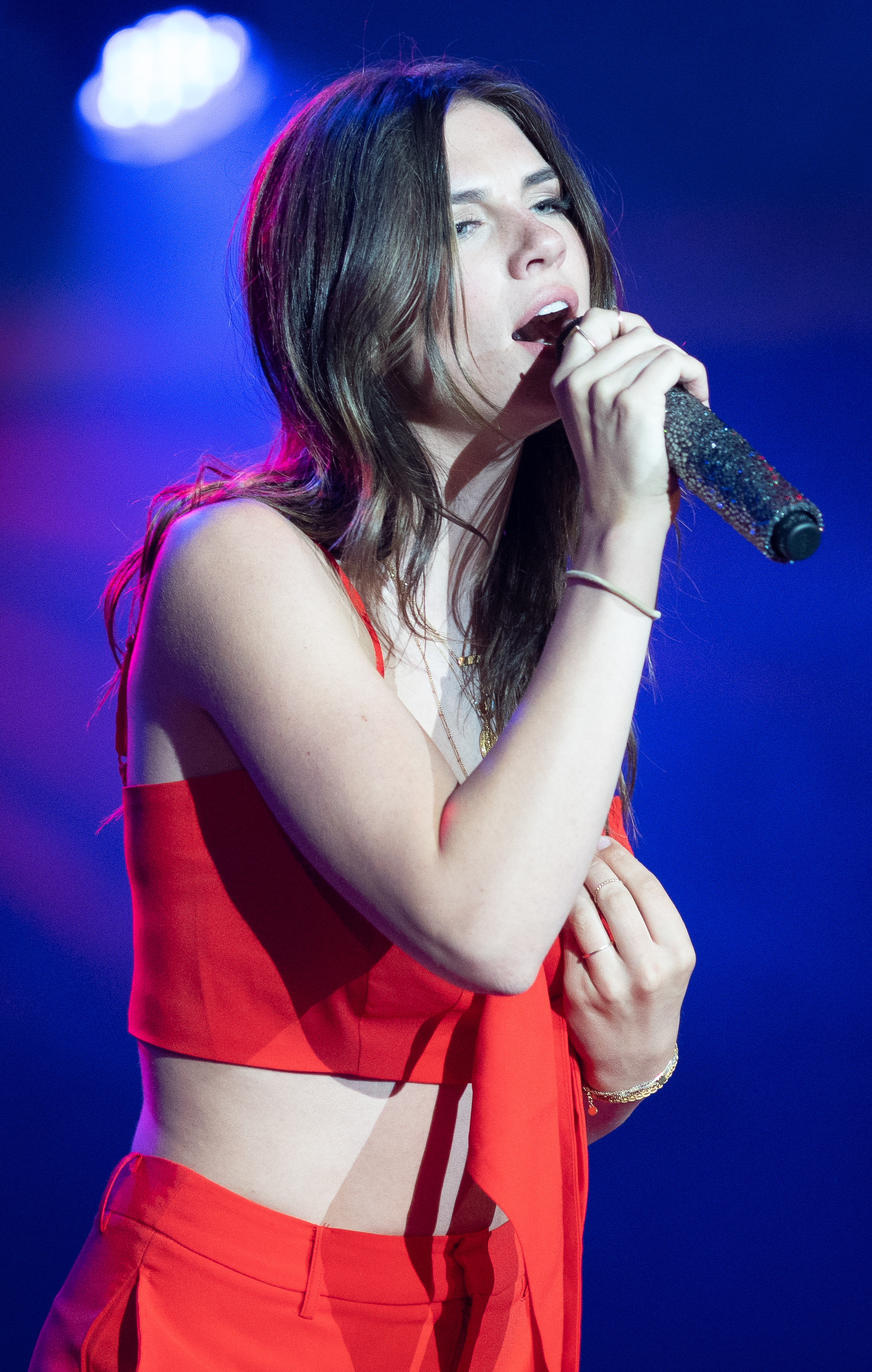
Maan tijdens Night of the Koemarkt 2018

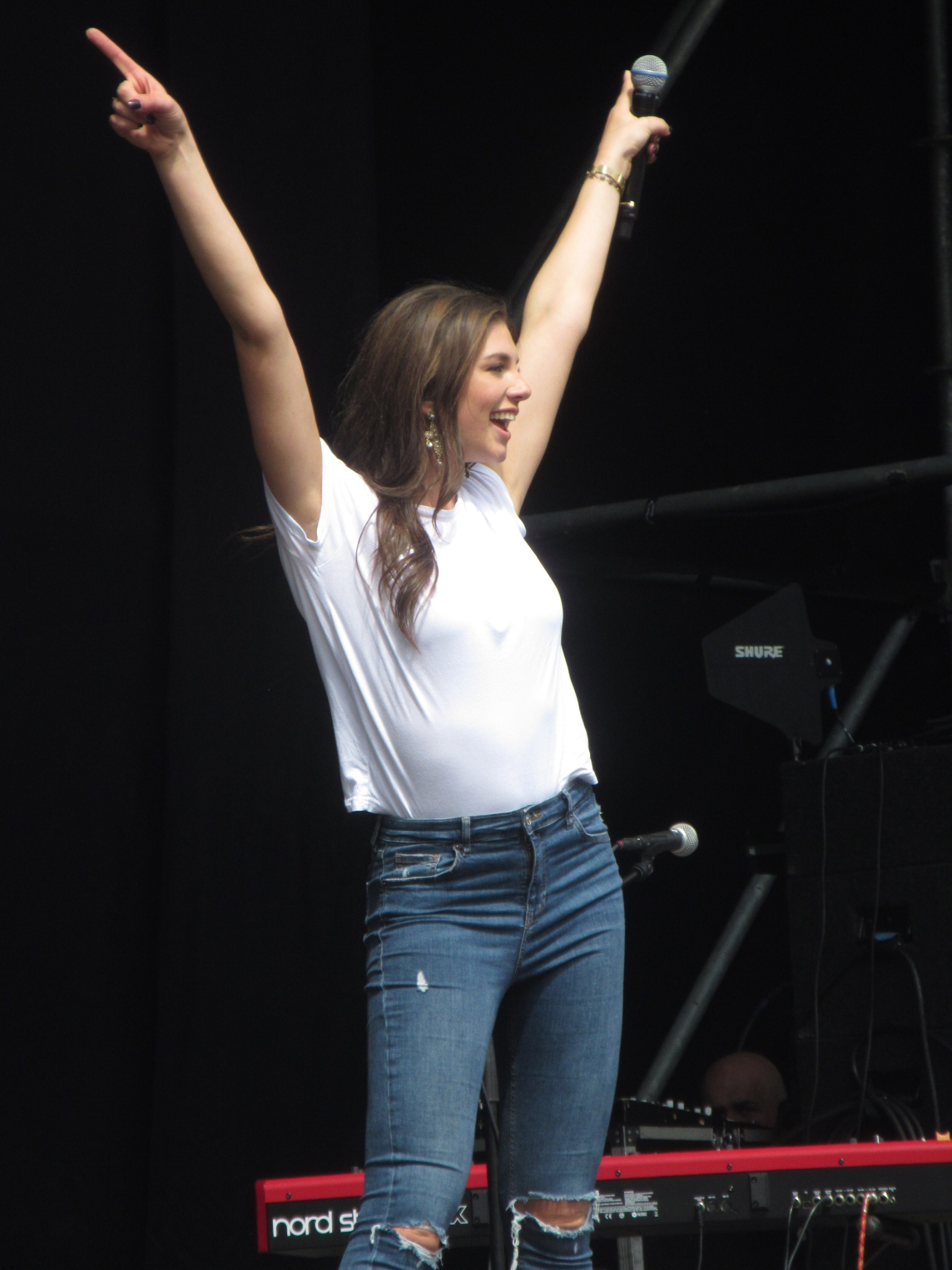
Maan tijdens Bevrijdingsfestival Rotterdam 2017

Maan de Steenwinkel, kortweg Maan (Utrecht, 10 februari 1997), is een Nederlandse zangeres en actrice.
Ze werd bekend door in 2016 het zesde seizoen van The voice of Holland te winnen. In 2019 maakte ze haar acteerdebuut in de film De club van lelijke kinderen.

## Biografie
De Steenwinkel werd geboren in Utrecht en verhuisde op eenjarige leeftijd naar het dorp Bergen.
Ze doorliep het Murmelliusgymnasium in Alkmaar. Haar moeder is lerares en haar vader is televisieregisseur Siebe de Steenwinkel, bekend van onder meer het maken van talkshows zoals Pauw, De Wereld Draait Door en Jinek.

### Carrière
In 2015 was ze deelnemer aan The voice of Holland. Op 29 januari 2016 won zij de finale. De single Perfect World, geproduceerd door Hardwell, kwam op 6 februari 2016 binnen in de Mega Top 50 op NPO 3FM en op 12 februari 2016 binnen in de Nederlandse Top 40 op Radio 538. Op 1 april 2016 ontving Maan een gouden plaat voor die single uit handen van Hardwell. Op 1 april verscheen ook haar tweede single Ride It. Deze single haalde de hitparade en werd eveneens een gouden plaat. De opvolger DJ bleef steken in de Tipparade. Maan stond zes avonden in Ahoy tijdens Toppers in concert 2016 - Christmas party of the year. Ook brachten de Toppers een kerstsingle uit: Een heel gelukkig kerstfeest. In de bijbehorende videoclip speelt Maan een figurantenrol. Ook begon zij in december 2016 met haar eerste presentatieklus voor het programma Soundcheckers bij KPN. Maan was tevens in 2016 voor het eerst te horen als stemactrice in de film Sing, ze sprak de stem in van personage Becky het stekelvarken.
In februari 2017 werd haar beginnende zangcarrière beloond met 'Doorbraak van het Jaar' bij de 100% NL Awards. Maan nam als artiest deel aan het tiende seizoen van het televisieprogramma Beste Zangers, dat vanaf mei 2017 werd uitgezonden door de AVROTROS. Zij behaalde met het door haar gezongen nummer Jij bent de liefde, gemaakt door Kenneth Bron beter bekend als Kenny B, een eerste plek in de iTunes-lijst, maar haalde de reguliere hitlijsten niet. Ook deed Maan mee aan het RTL 4 programma Dance Dance Dance en vormde samen met oud B-Brave-lid Kaj van der Voort een dans-duo. Ze eindigden als derde en wonnen uiteindelijk een geldbedrag van 25.000 euro ten bate van het Fonds Verstandelijk Gehandicapten. Maan bracht in 2017 haar single Almost Had It All uit, maar die bleef hangen in de Tipparade(s) en werd geen groot succes. Op 6 oktober 2017 kwam het nieuwe album Picasso van de Nederlandse rapper Sevn Alias uit, waarop Maan een nummer heeft met Sevn genaamd In Amsterdam. Dit nummer kwam hoog binnen in de B2B Single Top 100. Tevens verscheen Maan dat jaar in de televisieprogramma's Van der Vorst ziet sterren, The Big Music Quiz en Keep It Cool.
In december 2017 begon Maan aan haar eerste eigen clubtournee "AM/PM" van zes shows. De eerste show was op 1 december in Den Haag. Haar clubshows moesten nog beginnen of ze breidde uit met zeven shows in het voorjaar van 2018. Ze stond later dit voorjaar voor de allereerste keer op Paaspop en Pinkpop. Maan deed mee aan De Vliegende Vrienden van Amstel LIVE! in Amsterdam, Eindhoven en Zwolle. Ook had ze een kleine gastrol als Yuna in Nieuwe tijden. In september 2018 was Maan een van de nieuwe vakjuryleden van Junior Songfestival samen met Buddy Vedder en Tommie Christiaan. Ook was ze te zien in Het Jachtseizoen, waarin ze te maken kreeg met StukTV. In oktober 2018 won Maan de twee Buma NL Awards: Meest Succesvolle Single – Urban en Meest Gestreamde Track – Populair door de single Blijf bij mij met Ronnie Flex. Maan deed in 2019 een tweede eigen clubtour met zes shows. Ze was eind mei en begin juni Marco Borsatos gastartiest in De Kuip.
In januari 2019 en januari 2020 was Maan te zien bij de concertreeksen van De Vrienden van Amstel LIVE! in Rotterdam Ahoy. In 2021 deed Maan wederom mee, echter door de coronapandemie werden de concertreeksen vervangen door een livestream vanuit Ahoy.
In februari 2019 werd Maan bekroond als 'Beste zangeres van het Jaar' bij de 100% NL Awards. De andere genomineerden waren Ilse DeLange en OG3NE.
Op 31 januari 2020 bracht Maan haar debuutalbum uit onder de naam Onverstaanbaar, deze kwam binnen op de eerste plek in de Nederlandse Album Top 100. In februari 2020 behaalde Maan met dit album de gouden status, tevens won ze diezelfde maand een Edison muziekprijs in de categorie beste Pop single van 2019. Ook behaalde Maan een gouden status voor het nummer Ze huilt maar ze lacht.
Maan was sinds maart 2021 onderdeel van de gelegenheidsformatie The Streamers, die tijdens de coronapandemie gratis livestream-concerten geven. Nadat de coronaregels in grote lijnen los werden gelaten, kondigde de formatie ook concerten met publiek aan. Veel succes had ze in het duet Vivo per lei met Nick Schilder.
In 2021 was ze te zien als gastcoach in The Voice Kids, dit omdat coach Snelle in quarantaine zat vanwege een coronavirusbesmetting. Door de coronacrisis mocht ze vier uitgestelde shows van de clubtour spelen in oktober 2021, waaronder in Paradiso. De tour is vernoemd naar haar debuutalbum.
In 2022 stond Maan op de mainstage van Paaspop en Pinkpop. Op 14 oktober 2022 bracht ze haar tweede album uit onder de naam Leven. Deze bevat onder andere haar hitsingles Blijven slapen met Snelle, het gelijknamige Leven en Nee is nee met Bente. In november volgde het nummer Stiekem, een samenwerking met Goldband. In december stond ze in de Ziggo Dome.
Anderhalf jaar later, op 25 april 2024, bracht Maan de single Paranoia uit, de opvolger van Stiekem. Het nummer is onder andere geschreven door Goldband-zanger Karel Gerlach met wie ze een relatie heeft. Op 7 juni 2024 volgde de single Rondje van de zaak. Zowel Paranoia als Rondje van de zaak behaalden de hitlijsten niet, op een positie in de Tipparade voor eerstgenoemde na. In de zomer van 2024 volgden de singles Lilly en Vermomd Entree, voordat zij haar album Eclips uitbracht op 6 september 2024.

## Discografie

### Albums
| Album met eventuele hitnotering(en) in de Nederlandse Album Top 100 | Datum van verschijnen | Datum van binnenkomst | Hoogste positie | Aantal weken | Opmerkingen        |
| ------------------------------------------------------------------- | --------------------- | --------------------- | --------------- | ------------ | ------------------ |
| AM/PM                                                               | 2017                  | -                     | -               | -            | EP                 |
| Waar ga je heen                                                     | 2018                  | 03-11-2018            | 15              | 7            | EP / Goud          |
| Het Sinterklaas meezingboek - De 15 leukste sinterklaasliedjes      | 2018                  | 01-12-2018            | 38              | 2            |                    |
| Onverstaanbaar                                                      | 2020                  | 08-02-2020            | 1(2wk)          | 38           | Debuutalbum / Goud |
| Leven                                                               | 2022                  | 22-10-2022            | 11              | 53           | Platina            |

| Album met hitnotering(en) in de Vlaamse Ultratop 200 albums | Datum van verschijnen | Datum van binnenkomst | Hoogste positie | Aantal weken | Opmerkingen |
| ----------------------------------------------------------- | --------------------- | --------------------- | --------------- | ------------ | ----------- |
| Onverstaanbaar                                              | 2020                  | 08-02-2020            | 68              | 9            |             |
| Leven                                                       | 2022                  | 22-10-2022            | 147             | 2            |             |

### Singles
| Single met eventuele hitnotering(en) in de Nederlandse Top 40 | Datum van verschijnen | Datum van binnenkomst | Hoogste positie | Aantal weken | Opmerkingen                                                                       |
| ------------------------------------------------------------- | --------------------- | --------------------- | --------------- | ------------ | --------------------------------------------------------------------------------- |
| Perfect world                                                 | 2016                  | 20-02-2016            | 31              | 5            | met Hardwell / Alarmschijf / Nr. 25 in de Single Top 100 / Goud                   |
| Ride it                                                       | 2016                  | 23-04-2016            | 28              | 5            | Nr. 58 in de Single Top 100 / Goud                                                |
| DJ                                                            | 2016                  | 23-07-2016            | tip19           | -            | met Jack $hirak                                                                   |
| Give you all I got                                            | 2016                  | 01-10-2016            | tip14           | -            | Soundtrack Meester Spion                                                          |
| Jij bent de liefde                                            | 2017                  | 03-06-2017            | tip5            | -            | Nr. 83 in de Single Top 100 / Goud                                                |
| Almost had it all                                             | 2017                  | 15-07-2017            | tip10           | -            |                                                                                   |
| Pockets full of change                                        | 2017                  | 21-10-2017            | tip17           | -            |                                                                                   |
| In Amsterdam                                                  | 2017                  | 25-11-2017            | tip3            | -            | met Sevn Alias / Nr. 3 in de Single Top 100                                       |
| Blijf bij mij                                                 | 2017                  | 23-12-2017            | 2               | 18           | met Ronnie Flex / Nr. 1 in de Single Top 100 / Dubbel platina                     |
| Spijt                                                         | 08-06-2018            | 23-06-2018            | 32              | 3            | met Jonna Fraser / Nr. 25 in de Single Top 100 / Goud                             |
| Lief zoals je bent                                            | 2018                  | 29-09-2018            | 16              | 7            | Nr. 12 in de Single Top 100 / Goud                                                |
| Waar ga je heen                                               | 2018                  | -                     |                 |              | Nr. 100 in de Single Top 100                                                      |
| Hij is van mij                                                | 2018                  | 29-12-2018            | 1(7wk)          | 23           | met Kris Kross Amsterdam, Tabitha & Bizzey / Nr. 1 in de Single Top 100 / Platina |
| Ik kom eraan                                                  | 2019                  | 15-06-2019            | tip19           | -            |                                                                                   |
| Zo kan het dus ook                                            | 2019                  | 13-07-2019            | 12              | 13           | Nr. 7 in de Single Top 100 / Goud                                                 |
| Jij en ik tegen de wereld                                     | 01-11-2019            | 02-11-2019            | tip4            | -            | Nr. 68 in de Single Top 100                                                       |
| Ze huilt maar ze lacht                                        | 13-12-2019            | 21-12-2019            | 3               | 17           | Nr. 5 in de Single Top 100 / Alarmschijf / Goud                                   |
| Onverstaanbaar                                                | 2020                  | -                     |                 |              | Nr. 28 in de Single Top 100                                                       |
| Als ik ga                                                     | 2020                  | -                     | -               | -            | Met Sevn Alias / Nr. 37 in de Single Top 100                                      |
| Rode wijn                                                     | 20-03-2020            | 04-04-2020            | 23              | 11           | Met Kraantje Pappie / Nr. 28 in de Single Top 100 / Goud                          |
| Nog even niet                                                 | 2020                  | 04-07-2020            | tip13           | -            |                                                                                   |
| Zo kan het dus ook part 2                                     | 2020                  | 10-10-2020            | tip14           | -            | Nr. 98 in de Single Top 100                                                       |
| Als ik je weer zie                                            | 2021                  | 23-01-2021            | 6               | 16           | met Thomas Acda, Paul de Munnik & Typhoon / Nr. 5 in de Single Top 100 / Platina  |
| Blijven slapen                                                | 26-02-2021            | 06-03-2021            | 1(10wk)         | 21           | met Snelle / Nr. 1 in de Single Top 100 / Platina                                 |
| Nee is nee                                                    | 2021                  | 15-05-2021            | tip2            | -            | met Bente / Nr. 18 in de Single Top 100                                           |
| Niks is heilig                                                | 2021                  | 21-08-2021            | 15              | 8            | Alarmschijf / Nr. 40 in de Single Top 100                                         |
| Niemand                                                       | 2021                  | 23-10-2021            | tip23           | -            |                                                                                   |
| Leven                                                         | 2021                  | 11-12-2021            | 15              | 11           | Nr. 25 in de Single Top 100                                                       |
| Naar de maan                                                  | 2022                  | 09-07-2022            | 9               | 9            | met De Jeugd van Tegenwoordig Nr. 19 in de Single Top 100 / Alarmschijf           |
| Sowieso overhoop                                              | 2022                  | 22-10-2022            | 37              | 3            | Nr. 55 in de Single Top 100                                                       |
| Stiekem                                                       | 2022                  | 12-11-2022            | 2               | 32           | met Goldband / Nr. 1 in de Single Top 100 / Alarmschijf                           |
| Paranoia                                                      | 2024                  | 27-04-2024            | tip11           | -            | tip1 in de Single Top 100                                                         |

| Single met hitnotering(en) in de Vlaamse Ultratop 50 | Datum van verschijnen | Datum van binnenkomst | Hoogste positie | Aantal weken | Opmerkingen                                |
| ---------------------------------------------------- | --------------------- | --------------------- | --------------- | ------------ | ------------------------------------------ |
| In Amsterdam                                         | 2017                  | -                     | tip             | -            | met Sevn Alias                             |
| Blijf bij mij                                        | 2017                  | -                     | tip9            | -            | met Ronnie Flex                            |
| Spijt                                                | 2018                  | -                     | tip46           | -            | met Jonna Fraser                           |
| Lief zoals je bent                                   | 2018                  | -                     | tip             | -            |                                            |
| Waar ga je heen                                      | 2018                  | -                     | tip             | -            |                                            |
| Hij is van mij                                       | 2018                  | -                     | tip22           | -            | met Kris Kross Amsterdam, Tabitha & Bizzey |
| Zo kan het dus ook                                   | 2019                  | -                     | tip4            | -            |                                            |
| Ze huilt maar ze lacht                               | 2020                  | -                     | tip             | -            |                                            |
| Blijven slapen                                       | 2021                  | 12-03-2021            | 10              | 19           | met Snelle                                 |
| Stiekem                                              | 2022                  | 11-12-2022            | 2               | 37*          | met Goldband / Goud                        |

### NPO Radio 2 Top 2000
| Nummers met noteringen in de NPO Radio 2 Top 2000              | '20 | '21 | '22 | '23  | '24  |
| -------------------------------------------------------------- | --- | --- | --- | ---- | ---- |
| Als ik je weer zie (met Thomas Acda, Paul de Munnik & Typhoon) | ×   | -   | 763 | 649  | 1412 |
| Blijven slapen (met Snelle)                                    | ×   | -   | 744 | 1053 | 1625 |
| Stiekem (met Goldband)                                         | ×   | ×   | -   | 180  | 426  |
| Ze huilt maar ze lacht                                         | 356 | 293 | 535 | 629  | 838  |

1. ↑  Een '-' betekent dat het nummer niet was genoteerd, een '×' betekent dat het nummer nog niet was uitgebracht en een vetgedrukt getal geeft de hoogste notering van een nummer aan.
2. ↑  2020 was het eerste jaar met een notering voor Maan.

## Prijzen
| Jaar | Prijs                    | Categorie                                                | Resultaat   | Ref    |
| ---- | ------------------------ | -------------------------------------------------------- | ----------- | ------ |
| 2016 | Zapplive Award           | Beste performance met Perfect world                      | Gewonnen    | [ 27 ] |
| 2017 | 100% NL Award            | Beste doorbraak                                          | Gewonnen    | [ 28 ] |
| 2017 | 100% NL Award            | Muziekmoment van het Jaar                                | Gewonnen    | [ 28 ] |
| 2018 | 100% NL Award            | Zangeres van het Jaar                                    | Genomineerd |        |
| 2018 | 100% NL Award            | Hit van het Jaar                                         | Genomineerd |        |
| 2018 | Buma NL Award            | Meest Succesvolle Single – Urban met Blijf bij mij       | Gewonnen    | [ 11 ] |
| 2018 | Buma NL Award            | Meest Gestreamde Track – Populair met Blijf bij mij      | Gewonnen    | [ 11 ] |
| 2019 | 100% NL Award            | Zangeres van het Jaar                                    | Gewonnen    |        |
| 2019 | 100% NL Award            | Album van het Jaar                                       | Genomineerd |        |
| 2020 | 100% NL Award            | Zangeres van het Jaar                                    | Genomineerd |        |
| 2020 | Edison                   | Winnaar POP 2020                                         | Gewonnen    |        |
| 2021 | 3FM Award                | Beste samenwerking (met Snelle voor Blijven slapen)      | Gewonnen    | [ 29 ] |
| 2022 | Top 40 Award             | Beste artiest 2021                                       | Gewonnen    | [ 30 ] |
| 2022 | Top 40 Award             | Grootste hit 2021 (met Blijven slapen; samen met Snelle) | Gewonnen    | [ 30 ] |
| 2022 | Top 40 Award             | Beste live act 2021 (met The Streamers)                  | Gewonnen    | [ 31 ] |
| 2022 | Edison                   | Beste single (met Blijven slapen; samen met Snelle)      | Gewonnen    | [ 32 ] |
| 2022 | #Video Award             | Beste Music Video (met Stiekem; samen met Goldband)      | Gewonnen    | [ 33 ] |
| 2023 | Qmusic Top 40 Icon Award | Meest succesvolle Nederlandstalige zangeres              | Gewonnen    |        |
| 2023 | Edison                   | Videoclip (met Stiekem; samen met Goldband)              | Gewonnen    | [ 34 ] |
| 2023 | Edison                   | Song (met Stiekem; samen met Goldband)                   | Gewonnen    | [ 34 ] |
| 2024 | Top 40 Award             | Grootste hit 2023 (met Stiekem; samen met Goldband)      | Gewonnen    |        |

## Televisie
| Televisie / Film als actrice | Televisie / Film als actrice         | Televisie / Film als actrice                                                  | Televisie / Film als actrice                                                  |
| Jaar                         | Productie                            | Rol                                                                           | Opmerkingen                                                                   |
| ---------------------------- | ------------------------------------ | ----------------------------------------------------------------------------- | ----------------------------------------------------------------------------- |
| 2016                         | Kerst met de Zandtovenaar            | Maria                                                                         | Televisie - Gezongen teksten                                                  |
| 2016                         | Sing                                 | Becky het stekelvarken                                                        | Film - Nasynchronisatie                                                       |
| 2018                         | De TV Kantine                        | Wednesday Addams                                                              | Televisie - Persiflage, 1 aflevering                                          |
| 2018                         | Nieuwe Tijden                        | Yuna                                                                          | Televisie - Gastrol                                                           |
| 2019                         | Maan en ik                           | Voice-over                                                                    | Kinderserie                                                                   |
| 2019                         | De club van lelijke kinderen         | Joy de Wit                                                                    | Film - Bijrol                                                                 |
| Televisie als deelneemster   |                                      |                                                                               |                                                                               |
| Jaar                         | Productie                            | Opmerkingen                                                                   | Opmerkingen                                                                   |
| 2015–2016                    | The voice of Holland                 | Winnares van het zesde seizoen                                                | Winnares van het zesde seizoen                                                |
| 2016                         | Ik hou van Holland                   | Team Jeroen                                                                   | Team Jeroen                                                                   |
| 2017                         | Weet Ik Veel                         | Als 3e geëindigd                                                              | Als 3e geëindigd                                                              |
| 2017                         | Beste Zangers                        | Dankzij dit programma de 100% NL Award Muziekmoment van het jaar gewonnen     | Dankzij dit programma de 100% NL Award Muziekmoment van het jaar gewonnen     |
| 2017                         | De Jongens tegen de Meisjes          | Team Chantal - Verliezende team                                               | Team Chantal - Verliezende team                                               |
| 2017                         | Dance Dance Dance                    | Als 3e geëindigd met danspartner Kaj van der Voort                            | Als 3e geëindigd met danspartner Kaj van der Voort                            |
| 2017                         | Van der Vorst ziet sterren           | Peter van der Vorst kwam op bezoek                                            | Peter van der Vorst kwam op bezoek                                            |
| 2017                         | The Big Music Quiz                   | Zat in het winnende team                                                      | Zat in het winnende team                                                      |
| 2017                         | Keep It Cool                         | Het bedrag van € 28.330,- gewonnen voor het Fonds Verstandelijk Gehandicapten | Het bedrag van € 28.330,- gewonnen voor het Fonds Verstandelijk Gehandicapten |
| 2018                         | De Beste Liedjes van                 | Als hoofdgast                                                                 | Als hoofdgast                                                                 |
| 2018                         | Het Jachtseizoen                     | Ontsnapt van StukTV                                                           | Ontsnapt van StukTV                                                           |
| 2019                         | Relive The voice of Holland          | Als presentatrice                                                             | Als presentatrice                                                             |
| 2019                         | Chantals Pyjama Party                | Chantal Janzen blijft slapen                                                  | Chantal Janzen blijft slapen                                                  |
| 2019                         | Het Mooiste Liedje                   | Als kandidaat                                                                 | Als kandidaat                                                                 |
| 2021                         | De gevaarlijkste wegen van de wereld | Als deelneemster, samen met Sjaak                                             | Als deelneemster, samen met Sjaak                                             |
| 2022                         | Lago di Beau                         | Als gast, samen met Tijl Beckand                                              | Als gast, samen met Tijl Beckand                                              |
| 2024                         | Boerderij Van Dorst                  | Als gast, samen met Najib Amhali                                              | Als gast, samen met Najib Amhali                                              |
| Televisie als jurylid        |                                      |                                                                               |                                                                               |
| Jaar                         | Productie                            | Opmerkingen                                                                   | Opmerkingen                                                                   |
| 2018                         | Junior Songfestival                  | Als vakjury                                                                   | Als vakjury                                                                   |
| 2019                         | Superkids                            | Als jurylid                                                                   | Als jurylid                                                                   |
| 2021                         | The Voice Kids                       | Als invalcoach voor Team Snelle tijdens de battle-fase                        | Als invalcoach voor Team Snelle tijdens de battle-fase                        |
| 2022                         | The voice of Holland                 | Als comeback stage coach samen met Typhoon                                    | Als comeback stage coach samen met Typhoon                                    |